# Ablabesmyia pruninosa
Ablabesmyia pruninosa är en tvåvingeart som beskrevs av Harrison 1978. Ablabesmyia pruninosa ingår i släktet Ablabesmyia och familjen fjädermyggor. Inga underarter finns listade i Catalogue of Life.